# Крейни-Айленд

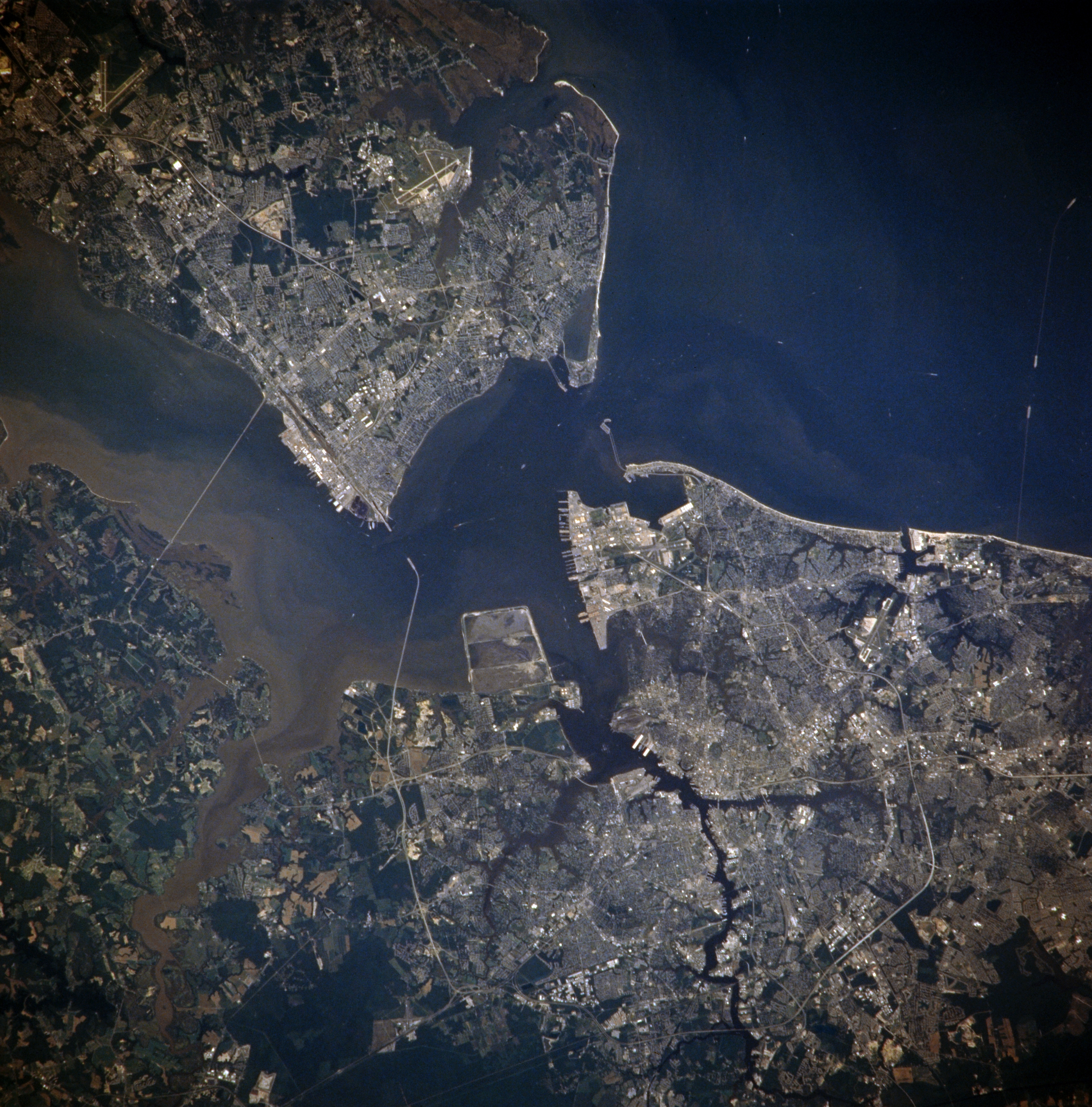
Крейни-Айленд (трапециевидный полуостров в центре фото)

Крейни-Айленд — территория в составе города Портсмут (штат Виргиния, США) в южной части Хэмптон-Роудс, недалеко от устья Элизабет-Ривер. Первоначально был отделён от континента узким проливом, однако в результате масштабных земляных работ был превращён в полуостров.
В настоящее время находится в распоряжении Инженерных войск США. Долгое время служил местом слива полужидкого грунта, выбранного в результате дноуглубительных работ в прилежащей акватории.

## История
Название Крейни-Айленд (искажённое «остров журавлей», англ. Crane Island) дано территории в XVII веке переселенцами из Англии, на которых произвели впечатление обитающие здесь в огромных количествах белые и синие цапли, ошибочно принятые ими за журавлей. Цапли до сих пор являются обычными обитателями этих мест.
Располагаясь у входа в Чесапикский залив, Крейни-Айленд имел большое стратегическое значение во время англо-американской войны 1812 года и гражданской войны в США.

## Война 1812 года
Во время англо-американской войны 1812 года на острове располагались укрепления с 7 пушками, 580 солдатами регулярной армии и ополчения и 150 моряками с фрегата «Констеллейшн». 22 июня 1813 года здесь произошло столкновение между американскими и английскими войсками (Сражение при Крейни-Айленд, 1300 англичан против 730 американцев), в результате которого был убит 81 англичанин при отсутствии потерь с американской стороны. Благодаря этой победе, американцы удержали в своих руках Норфолк и Портсмут.

## Первый плавучий маяк
В 1820 году у Крейни-Айленда был пришвартован первый в США плавучий маяк. Первоначально он находился в Виллоби-Спит, в южной части бухты, однако погодные условия здесь были слишком неблагоприятны для 75-тонного судна, и оно было перемещено к Крейни-Айленду, где прослужило до 1859 года. В 1859 году оно было заменено стационарным маяком, который был перестроен в 1884 году и прослужил до 1936 года.

## Гражданская война
В начале гражданской войны (1861—1865) верфь Госпорт (ныне Военно-морская верфь Норфолка), находившаяся близ Крейни-Айленда выше по течению Элизабет-Ривер, попала в руки конфедератов, и здесь был построен первый броненосец Конфедерации «Вирджиния».
9 марта 1862 года состоялось известное сражение на Хэмптон-Роудз между «Вирджинией» и броненосцем юнионистов «Монитор», в результате которого ни один из кораблей не смог нанести противнику существенных повреждений. 11 мая 1862 года, когда захват Норфолка и Портсмута силами юнионистов стал неизбежен, находившаяся близ Крейни-Айленда «Вирджиния» была сожжена собственной командой во избежание захвата противником.

## Наше время
Актом Конгресса США «О реках и заливах» от 24 июля 1946 года (англ. River and Harbor Act of 1946) в районе Крейни-Айленд было отведено место под создание зоны складирования материалов, изъятых в результате дноуглубительных работ (англ. Craney Island Dredged Material Management Area, CIDMMA), сооружение которой велось с 1956 по 1958 год.
Остров Крейни-Айленд, который во времена первых переселенцев был отделён от суши узким проливом, сейчас соединён с материком. Зона складирования CIDMMA построена к северо-востоку от него и унаследовала его название. Первоначальная площадь острова составляет около 5 % он нынешней территории Крейни-Айленд. Здесь расположен топливный терминал ВМС США.
В настоящее время на территорию Крейни-Айленд сливается полужидкий грунт, выбранный в результате дноуглубительных работ, проводимых инженерными войсками США в заливе Норфолк и впадающих в него реках Элизабет-Ривер и Нансемонд. Высыхая, грунт покрывается белыми соляными разводами, придавая территории своеобразный вид на спутниковых снимках.
Принимаются масштабные меры по защите экологии, в первую очередь по сохранению редких птиц — желтоногого зуйка, малой крачки, бурого пеликана, скопы, гнездящихся на этой территории. Крейни-Айленд является излюбленным местом для наблюдения птиц, проводимого Одюбоновским обществом и другими экологическими организациями.